# Кучук-Таганаш
Кучук-Таганаш (укр. Кучук-Таганаш, крымскотат. Küçük Toğanaş, Кучюк Тогъанаш) — исчезнувшее село в Джанкойском районе Республики Крым, располагавшееся на севере района, на выдающемся в Сиваш полуострове, примерно в 1 километре к югу от современного села Солёное Озеро.

## История
Первое документальное упоминание села встречается в Камеральном Описании Крыма… 1784 года, судя по которому, в последний период Крымского ханства в Дип Чонгарский кадылык Карасубазарского каймаканства входила деревня Тоганеш, без разделения на части. После присоединения Крыма к России (8) 19 апреля 1783 года, (8) 19 февраля 1784 года, именным указом Екатерины II сенату, на территории бывшего Крымского Ханства была образована Таврическая область и деревня была приписана к Перекопскому уезду. После Павловских реформ, с 1796 по 1802 год, входила в Перекопский уезд Новороссийской губернии. По новому административному делению, после создания 8 (20) октября 1802 года Таврической губернии, Кучук-Таганаш был включён в состав Биюк-Тузакчинской волости Перекопского уезда.
По Ведомости о всех селениях, в Перекопском уезде состоящих… от 21 октября 1805 года в деревне Таганаш числилось 27 дворов, 94 крымских татарина, 11 крымских цыган (они владели двумя домами) и 6 ясыров. Затем, видимо вследствие эмиграции крымских татар в Турцию, деревня значительно опустела и на военно-топографической карте 1817 года обозначен один Таганаш (без разделения на Биюк и Кучук), всего с 16 дворами. Фактически продолжали существовать два селения: после реформы волостного деления 1829 года, согласно «Ведомости о казённых волостях Таврической губернии 1829 года», одна селение Биюк-Таганаш осталось в составе Тузакчинской волости. На карте 1836 года в деревне 9 дворов, а на карте 1842 года Кучук Тогонаш обозначен условным знаком «малая деревня», то есть менее 5 дворов и уже без мечети.
В 1860-х годах, после земской реформы Александра II, деревню включили в состав Бурлак-Таминской волости.. Согласно «Памятной книжке Таврической губернии за 1867 год», деревня Кучук-Тоганаш была покинута жителями в 1860—1864 годах, в результате эмиграции крымских татар, особенно массовой после Крымской войны 1853—1856 годов, в Турцию и оставалась в развалинах. Кучук-Тогонаш ещё обозначен на трёхверстовой карте Шуберта 1865 года, но уже в «Списке населённых мест Таврической губернии по сведениям 1864 года», составленном по результатам VIII ревизии 1864 года, не записан, но, по обследованиям профессора А. Н. Козловского начала 1860-х годов, в селении Кучук-Тоганаш «… нет другой воды кроме копаней глубиною 5—6 саженей (10—12 м). Вода в них не постоянна, притом половина копаней с пресною, а половина с солёною водою» (копань — выкопанная на месте с близким залеганием грунтовых вод яма). На карте 1876 года на месте деревни — кошара.
Вновь название встречается в Статистическом справочнике Таврической губернии 1915 года, согласно которому, в Богемской волости Перекопского уезда в деревне Кучук Таганаш (вакуф) числилось 6 дворов с татарским населением в количестве 45 человек приписных жителей. в энциклопедическом словаре «Немцы России» записан, как немецкий, хутор Кучук-Таганаш некоего Варкентина с 24 жителями — имели ли упомянутые селения какое-либо отношение к исчезнувшей на полвека ранее деревне, из известных документов не ясно.